# In the Flesh (série télévisée)
Pour les articles homonymes, voir In the Flesh.
In the Flesh est une série télévisée britannique en neuf épisodes de 55 minutes créée et écrite par Dominic Mitchell (en) et diffusée entre le 17 mars 2013 et le 9 juin 2014 sur la BBC Three ainsi qu'aux États-Unis sur BBC America.
En France, la série est diffusée depuis le 30 décembre 2013 sur Canal+ Séries puis rediffusée depuis le 11 octobre 2014 sur Ciné+ Frisson. Elle est diffusée depuis le 27 novembre 2015 sur France 4. Néanmoins, elle reste inédite dans les autres pays francophones.

## Synopsis
La série, qui se déroule dans le village fictif de Roarton, dans le Lancashire, dépeint la vie après une période nommée  « La Résurrection ». Pendant La Résurrection, Kieren Walker, un adolescent décédé, et des milliers d'autres individus morts en 2009 ont été réanimés sous forme de zombies. Tous ces réanimés ont été chassés pendant « La guerre pâle » par des milices armées. Les non-morts ayant survécu aux milices ont été finalement traités médicalement par le gouvernement et réhabilités dans le but de les réintroduire dans la société. Leur ont été fournis lentilles de contact et cosmétiques afin de les aider à cacher leur état de mort partielle, disgracieux aux yeux des vivants, et souvent même aux leurs. Ils doivent également subir une injection médicamenteuse quotidienne, faute de quoi ils peuvent retourner à leur état non traité, c'est-à-dire à la figure habituelle du zombie. Leur dénomination officielle est Survivants du Syndrome de la Mort Partielle (SSMP) et, de façon péjorative, la population les surnomme « les putréfiés ». Beaucoup d'entre eux souffrent des souvenirs des atrocités qu'ils ont commises lorsqu'ils étaient encore « enragés » (non traités). Dans le village extrémiste de Roarton, les SSMP doivent faire face aux préjugés des villageois lors de leur retour.

## Fiche technique
- Titre français et original : In the Flesh
- Création : Dominic Mitchell (en)
- Réalisation : Jonny Campbell
- Scénario : Dominic Mitchell
- Musique : Edmund Butt
- Casting : David Shaw
- Production : Ann Harrison-Baxter
  - Co-production : Jules Hussey
  - Production exécutive : Hilary Martin
- Société de production : BBC Drama Productions
- Société de distribution : BBC Three
- Pays d'origine :  Royaume-Uni
- Langue originale: anglais
- Format : couleurs
- Genre : drame, Fantastique
- Durée : 55 minutes

## Distribution

### Acteurs principaux
- Luke Newberry (VFB : Gauthier de Fauconval) : Kieren « Ren » Walker
- David Walmsley (VFB : Nicolas Matthys) : Rick Macy
- Steve Evets (VFB : Jean-Michel Vovk) : Bill Macy
- Emily Bevan (en) (VFB : Maïa Bara) : Amy Dyer
- Harriet Cains (VFB : Géraldine Frippiat) : Jem Walker
- Emmett J. Scanlan (en) : Simon Monroe

### Acteurs secondaires
- Kenneth Cranham : pasteur Oddie
- Marie Critchley : Sue Walker, la mère de Kieren
- Steve Cooper : Steve Walker, le père de Kieren
- Karen Henthorne : Janet Macy
- Ricky Tomlinson (en) : Ken Burton
- Stephen Thompson (VFB : Christophe Hespel) : Philip Wilson

### Version française
- Société de doublage : Dubbing Brothers - Belgique[3]
- Direction artistique : Jennifer Baré[3]
- Adaptation des dialogues : Olivier Delebarre[3]

Source VF : Doublage Séries Database

## Épisodes

### Première saison (2013)
La saison 1, diffusée du 17 au 31 mars 2013, comprend trois épisodes d'une heure.
1. Réintégration (Épisode 1)
2. Commémoration (Épisode 2)
3. Confessions (Épisode 3)

### Deuxième saison (2014)
La saison 2, diffusée du 4 mai au 9 juin 2014 sur la BBC Three, comprend six épisodes d'une heure.
1. Vives tensions (Épisode 1)
2. Paie ta dette (Épisode 2)
3. Disparition (Épisode 3)
4. Maison close (Épisode 4)
5. Révélations (Épisode 5)
6. Nouvelle résurrection ? (Épisode 6)

## Distinctions

### Récompenses
- British Academy Television Awards 2014 : meilleure mini-série dramatique

### Nominations
- British Academy Television Awards 2014 : meilleur acteur pour Luke Newberry